# Barbus brazzai
Barbus brazzai är en fiskart som beskrevs av Pellegrin, 1901. Barbus brazzai ingår i släktet Barbus och familjen karpfiskar. IUCN kategoriserar arten globalt som livskraftig. Inga underarter finns listade.